# Dampfiana deserta
Dampfiana deserta är en insektsart som beskrevs av Delong och Hershberger 1948. Dampfiana deserta ingår i släktet Dampfiana och familjen dvärgstritar. Inga underarter finns listade i Catalogue of Life.